# Kevin Bacon
Kevin Norwood Bacon (Filadelfia, Pensilvania, 8 de julio de 1958) es un prolífico actor de cine, teatro y televisión estadounidense, ocasionalmente bailarín y coreógrafo, notable por sus papeles en National Lampoon's Animal House, Footloose, Mystic River, Diner, The Woodsman, Friday the 13th, Hollow Man, Tremors, X-Men: primera generación y Frost/Nixon.
Bacon ha ganado un Premio Globo de Oro y dos Premios del Sindicato de Actores, estuvo nominado para un Premio Emmy, y fue nombrado por The Guardian como uno de los mejores actores que no ha recibido una nominación al Premio Óscar.
En 2003, Bacon recibió una estrella en el Paseo de la Fama de Hollywood.
La prolífica carrera de Bacon en diversos géneros le ha llevado a estar relacionado con el concepto de la interconexión entre personas, como lo demuestra el juego seis grados de Kevin Bacon.

## Primeros años
Bacon, último de seis hijos, nació y fue criado en una familia muy unida, en Filadelfia, Pensilvania. Su madre, Ruth Hilda (de soltera Holees; 1916-1991), enseñaba en una escuela primaria y era una activista liberal, y su padre, Edmund Norwood Bacon (2 de mayo de 1910 - 14 de octubre de 2005), fue un arquitecto muy respetado y un prominente filadelfiano que había sido Director Ejecutivo de la Comisión de Planificación de la Ciudad de Filadelfia por muchos años. Uno de sus hermanos es el músico Michael Bacon. A los 16 años, en 1974, Bacon ganó una beca financiada y asistió a la Escuela de Gobernadores de Arte en Pensilvania, en la Universidad Bucknell.

## Carrera
En 1978 hizo su debut en cine en la película Animal House (1978) de John Landis, y muy pronto consiguió pequeños papeles en títulos conocidos como Viernes 13 (1980) y Hero at Large (1980). Más tarde participó en Diner (1982), un drama de Barry Levinson y protagonizado por Mickey Rourke, Daniel Stern y Steve Guttenberg.
Actor muy versátil y dotado tanto para la comedia como el drama y en especial el género thriller, el éxito le llegó en la película dirigida por Herbert Ross, en la que Bacon interpreta a un joven rebelde y apasionado por el baile en Footloose (1984). También destacó en los filmes posteriores, como Quicksilver (1986), White Water Summer (1987), She's Having a Baby (1988), Criminal Law (1988) y The Big Picture  (1989). Al año siguiente compartió cartel con Julia Roberts y Kiefer Sutherland en la película Flatliners (1990), dirigido por Joel Schumacher, en la que un grupo de jóvenes residentes juega con la muerte gracias a sus avanzados conocimientos médicos y científicos. Tras esta colaboración intervino en el ciclo televisivo The Saturday Night Live y Oliver Stone lo convocó para un pequeño papel de prostituto gay en el filme JFK (1991), que sería un gran éxito de taquilla y buenos comentarios por parte de la crítica, recibiendo ocho nominaciones a los Óscar.
Después actuaría en películas como A Few Good Men (1992), con Tom Cruise, Jack Nicholson y Demi Moore cosechando de nuevo un gran éxito en taquilla, además la cinta recibió cuatro nominaciones a los Óscar, incluyendo Óscar a la mejor película. Recibió su primera nominación al Globo de Oro al mejor actor de reparto con The River Wild (1994) con Meryl Streep; participó en Homicidio en primer grado (Murder in the First en inglés) (1995), con Christian Slater y Gary Oldman, obteniendo su primera nominación al Premio del Sindicato de Actores al mejor actor de reparto y ese mismo año cosechó un nuevo éxito con Apolo 13 (1995), junto a Tom Hanks y Ed Harris y por la que ganó el Premio del Sindicato de Actores al mejor reparto y que recaudó 355 millones de dólares en todo el planeta. Más tarde llegarían e Sleepers (1996), con Robert De Niro, Dustin Hoffman, Brad Pitt y Jason Patric. También en 1996 debutó en la dirección del telefilme Losing Change (1996), protagonizado por Helen Mirren y Kyra Sedgwick, quien es su esposa en la vida real.

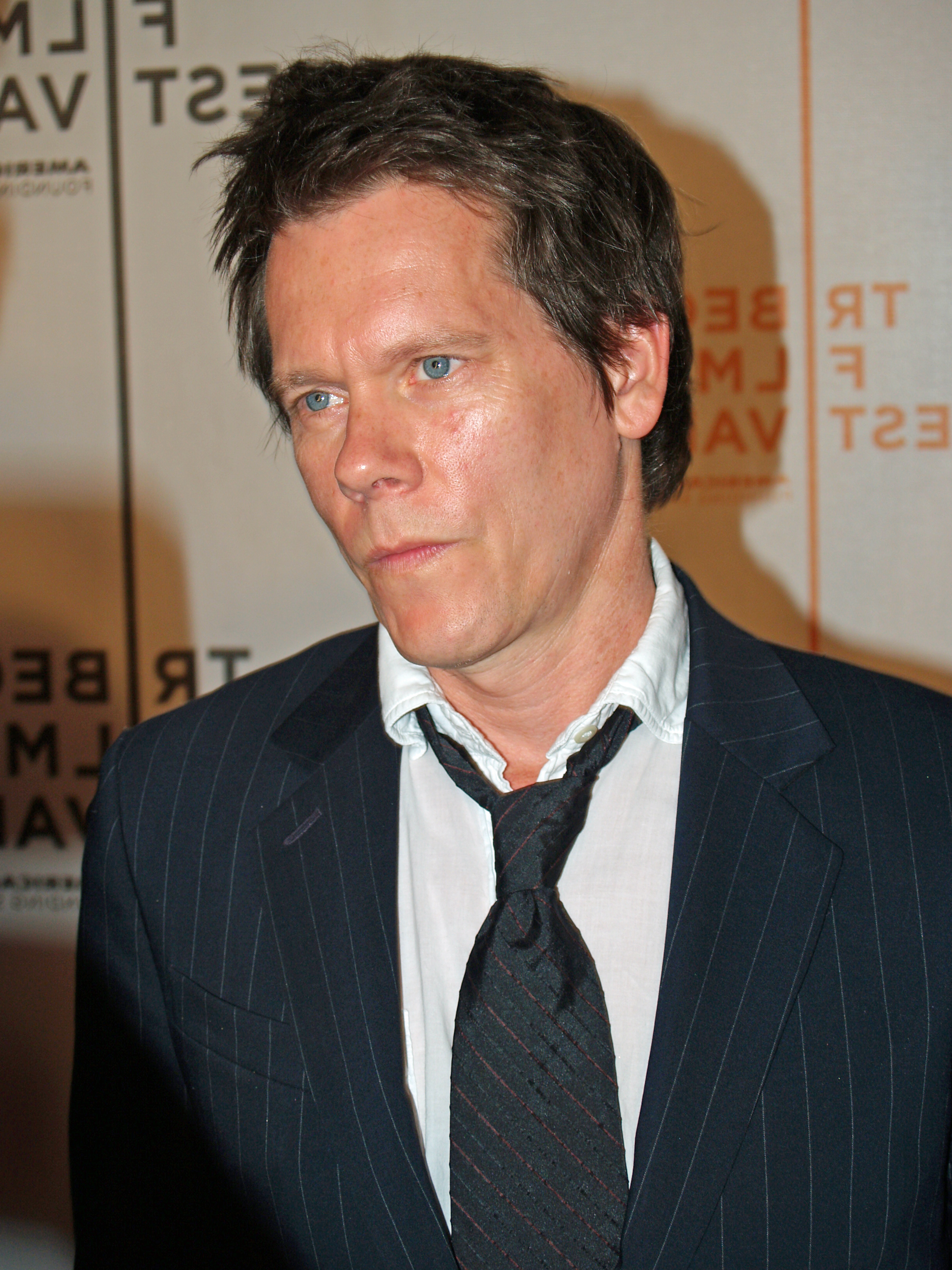
Kevin Bacon en 2007.

En 1998 protagonizó y produjo (como productor ejecutivo) el thriller erótico Wild Things (1998) junto a Matt Dillon, Neve Campbell y Denise Richards. Al año siguiente protagonizó el thriller sobrenatural Stir of Echoes (1999) en la que interpretaba a un hombre que tras una sesión de espiritismo podía ver a los muertos y que recibió buenas críticas por parte de la prensa especializada. En 2000 protagonizó con Elizabeth Shue Hollow Man (2000), en la que interpretaba a un hombre que tras un fallido experimento científico se volvía invisible. El film fue un éxito, recaudando 190 millones en todo el mundo.
En 2003 participó en Mystic River (2003) de Clint Eastwood, en la que compartió cartel con Sean Penn, Tim Robbins, Laurence Fishburne y Laura Linney, que fue candidata a seis Óscar, incluyendo Óscar a la mejor película y Óscar al mejor director, también fue candidata a cinco Globos de Oro, incluyendo Globo de Oro a la mejor película dramática, recaudando 156 millones de dólares en todo el planeta.
En el año 2005 dirigió y produjo Loverboy (2005) y contó con actores como Oliver Platt, Marisa Tomei, Matt Dillon y un pequeño cameo de Sandra Bullock.  La cinta fue un fracaso crítico y comercial. Después de participar en producciones menores formó parte del reparto de películas destacadas como The Air I Breathe (2007) con Sarah Michelle Gellar, Brendan Fraser, Andy García y Forest Whitaker, que se quedó lejos de lo esperado o Frost/Nixon (2008) con Frank Langella, Sam Rockwell o Matt Dillon y que fue nominada a cinco Óscar, incluyendo Óscar a la mejor película. En el año 2009 protagonizó el telefilm Taking Chance (2009) por la que ganó el Globo de Oro al Mejor actor de miniserie o telefilme y del Premio del Sindicato de Actores al mejor actor de miniserie o telefilme, en la que interpretaba al teniente coronel de infantería de marina Mike Strobl. En el 2011 formó parte del elenco de la película X-Men: primera generación, donde interpretó a Sebastian Shaw. La película fue dirigida por Matthew Vaughn. Ese mismo año participó en la película Crazy, Stupid, Love. Finalmente, en el año 2012 protagonizó la serie de televisión The Following junto a James Purefoy.

## Vida personal

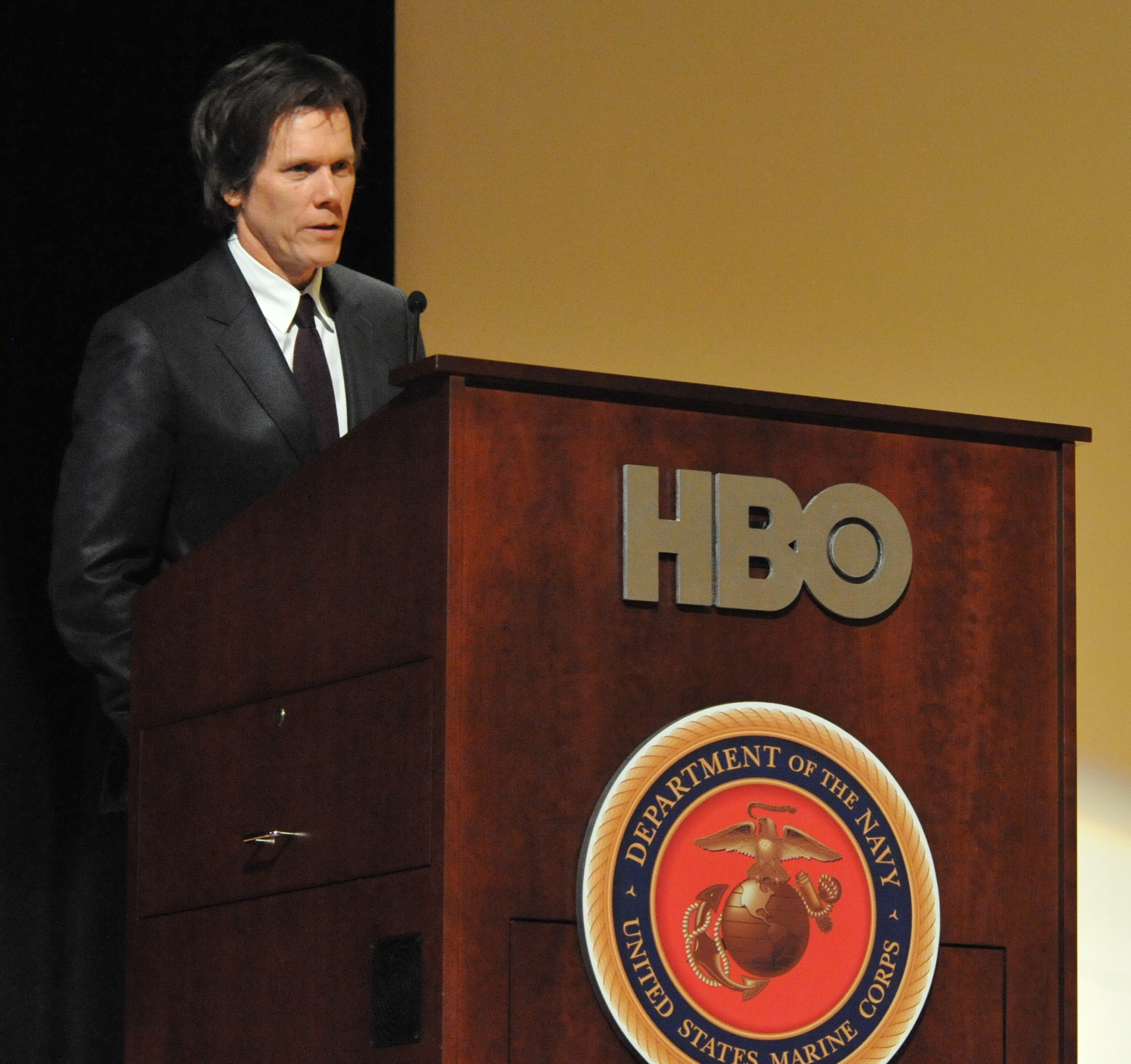
Bacon hablando antes del estreno de Taking Chance en febrero de 2009.

Bacon está casado con la actriz Kyra Sedgwick desde el 4 de septiembre de 1988; se conocieron en el set de Lemon Sky.
Bacon y Sedgwick han protagonizado en Pyrates, Murder in the First, The Woodsman y Loverboy. Tienen dos hijos, Travis Bacon Sedgwick (nacido el 23 de junio de 1989 en Los Ángeles, California) y Sosie Ruth Bacon (nacida el 15 de marzo de 1992). La familia vive en una granja de Connecticut.
Bacon y Sedgwick aparecieron en el vídeo de Will.i.am "It's A New Day".
Bacon y Sedgwick perdieron una cantidad no revelada de dinero en el Esquema Ponzi del infame fraude del inversor Bernard Madoff.
La banda iwrestledabearonce hizo una canción con su nombre en el título (tastes like kevin bacon).

## Música
En 1995, Bacon formó una banda llamada The Bacon Brothers con su hermano, Michael. El dúo ha lanzado seis álbumes.

## Filmografía

### Cine
| Año  | Película                            | Papel                           | Notas |
| ---- | ----------------------------------- | ------------------------------- | --- |
| 1978 | National Lampoon's Animal House     | Chip Diller                     | |
| 1979 | Starting Over                       | Esposo                          | |
| 1979 | The Gift                            | Teddy                           | |
| 1980 | Hero at Large                       | Segundo adolescente             | |
| 1980 | Friday the 13th                     | Jack Burrell                    | |
| 1981 | Only When I Laugh                   | Don                             | |
| 1982 | Diner                               | Timothy Fenwick Jr.             | |
| 1982 | Forty Deuce                         | Ricky                           | |
| 1983 | Enormous Changes at the Last Minute | Dennis                          | |
| 1984 | Footloose                           | Ren McCormack                   | |
| 1985 | Quicksilver                         | Jack Casey                      | |
| 1987 | White Water Summer                  | Vic                             | |
| 1987 | End of the Line                     | Everett                         | |
| 1987 | Planes, Trains and Automobiles      | Taxi Racer                      | |
| 1988 | She's Having a Baby                 | Jefferson 'Jake' Edward Briggs  | |
| 1989 | Criminal Law                        | Martin Thiel                    | |
| 1989 | The Big Picture                     | Nick Chapman                    | |
| 1990 | Tremors                             | Valentine 'Val' McKee           | |
| 1990 | Flatliners                          | David Labraccio                 | |
| 1991 | Pyrates                             | Ari                             | |
| 1991 | Queens Logic                        | Dennis                          | |
| 1991 | He Said, She Said                   | Dan Hanson                      | |
| 1991 | JFK                                 | Willie O'Keefe                  | |
| 1991 | A Little Vicious                    | Narrador                        | |
| 1992 | A Few Good Men                      | Capitán Jack Ross               | |
| 1994 | The Air Up There                    | Jimmy Dolan                     | |
| 1994 | The River Wild                      | Wade                            | Nominado - Premio Globo de Oro por Mejor Actor de Reparto - Película |
| 1994 | New York Skyride                    |                                 | |
| 1995 | Murder in the First                 |                                 | |
| 1995 | Apolo 13                            | Jack Swigert                    | |
| 1996 | Sleepers                            | Sean Nokes                      | |
| 1997 | Picture Perfect                     | Sam Mayfair                     | |
| 1998 | Wild Things                         | Sargento Ray Duquette           | |
| 1998 | Digging to China                    | Ricky                           | |
| 1999 | Stir of Echoes                      | Tom Witzky                      | |
| 2000 | Hollow Man                          | Sebastian Caine                 | |
| 2000 | My Dog Skip                         | Padre de Willie                 | |
| 2002 | Trapped                             | Joe Hickey                      | |
| 2003 | Mystic River                        | Sean Devine                     | Premio Boston Society of Film Critics por Mejor Elenco Nominado - Premio del Sindicato de Actores por Mejor Actuación por Elenco en una Película |
| 2003 | En carne viva                       | John Graham                     | |
| 2003 | Imagine New York                    | Él mismo                        | |
| 2004 | El leñador                          | Walter                          | Nominado - Premio Chlotrudis por Mejor Actor Nominado - Premio Indepedent Spirit por Mejor Actuación Masculina Principal Nominado - Premio Satellite por Mejor Actor - Película Dramática |
| 2004 | Cavedweller                         | Randall Pritchard               | |
| 2004 | Natural Disasters: Forces of Nature | Narrador                        | |
| 2005 | Loverboy                            | Marty                           | También dirigió |
| 2005 | Beauty Shop                         | Jorge                           | |
| 2005 | Where the Truth Lies                | Lanny Morris                    | |
| 2007 | Death Sentence                      | Nick Hume                       | |
| 2007 | Rails & Ties                        | Tom Stark                       | |
| 2008 | The Air I Breathe                   | Love                            | |
| 2008 | Frost/Nixon                         | Jack Brennan                    | Nominado - Premio del Sindicato de Actores por Mejor Actuación por Elenco en Película |
| 2008 | Saving Angelo                       | Brent                           | |
| 2009 | Taking Chance                       | Teniente coronel Michael Strobl | Película de televisión Premio Globo de Oro por Mejor Actor - Miniserie o Película para televisión Premio del Sindicato de Actores por Mejor Actuación por Actor Masculino en una Miniserie o Película para televisión Nominado - Premio Primetime Emmy por Mejor Actor Principal - Miniserie o Película Nominado - Premio Satellite por Mejor Actor - Miniserie o Película para televisión |
| 2009 | The Magic 7                         | Él mismo                        | |
| 2009 | My One and Only                     | Dan                             | |
| 2011 | Elephant White                      | Jimmy the Brit                  | |
| 2011 | Super                               | Jock                            | |
| 2011 | X-Men: primera generación           | Sebastian Shaw                  | |
| 2011 | Crazy, Stupid, Love                 | David Lindhagen                 | |
| 2012 | Jayne Mansfield's Car               | Carroll Caldwell                | |
| 2013 | R.I.P.D.                            | Bobby Hayes                     | |
| 2013 | The Presidents' Gatekeepers         | Narrador                        | |
| 2013 | Skum Rocks!                         | Kevin Bacon                     | |
| 2015 | Cop Car                             | Sheriff Kretzer                 | |
| 2015 | Black Mass                          | Charles McGuire                 | |
| 2016 | 6 Miranda Drive                     | Peter Taylor                    | |
| 2016 | Día de patriotas                    | Richard DesLauriers             | |
| 2019 | You Should Have Left                |                                 | |
| 2022 | One Way                             | Fred Sullivan Sr.               | |
| 2023 | They/Them                           | Owen Whistler                   | |
| 2023 | Dejar el mundo atrás                | Dan                             | |
| 2023 | The Toxic Avenger                   | Bob Garbinger                   | |
| 2024 | Beverly Hills Cop: Axel F           | Capitán Cade Grant              | |
| 2024 | MaXXXine                            | John Labat                      | |

### Televisión
| Año       | Título                | Papel                         | Notas                                   |
| --------- | --------------------- | ----------------------------- | --------------------------------------- |
| 1979      | Search for Tomorrow   | Todd Adamson                  |                                         |
| 1980–1981 | The Guiding Light     | T. J. 'Tim' Werner #2         | Seis episodios                          |
| 1983      | The Demon Murder Case | Kenny Miller                  | Película para televisión                |
| 1984      | Mister Roberts        | Ens. Frank Pulver             |                                         |
| 1985      | The Little Sister     |                               | No acreditado; película para televisión |
| 1988      | Lemon Sky             | Alan                          | Película para televisión                |
| 1994      | Frasier               | Vic                           | Episodio                                |
| 2002      | Will & Grace          | Él mismo                      | Episodio: "Bacon and Eggs"              |
| 2006      | Will & Grace          | Él mismo                      | Episodio: "The Finale"                  |
| 2010      | Bored to Death        | Él mismo                      | Episodio: "Forty-Two Down!"             |
| 2011      | Robot Chicken         | Pringle / Ren McCormack (voz) | Episodio: "Beastmaster and Commander"   |
| 2012-2015 | The Following         | Ryan Hardy                    | Protagonista                            |
| 2019-2022 | City on a Hill        | Jackie Rohr                   | Orotagonista                            |
| 2025      | The Bondsman          | Hub Halloran                  | Protagonista                            |

Dirección:
- The Closer (2006) (Episodio: Serving the King: Parte 2)
- The Closer (2007) (Episodio: Blindsided)
- The Closer (2008) (Episodio: Sudden Death)
- The Closer (2009) (Episodio: Waivers of Extradition)

## Premios & Nominaciones

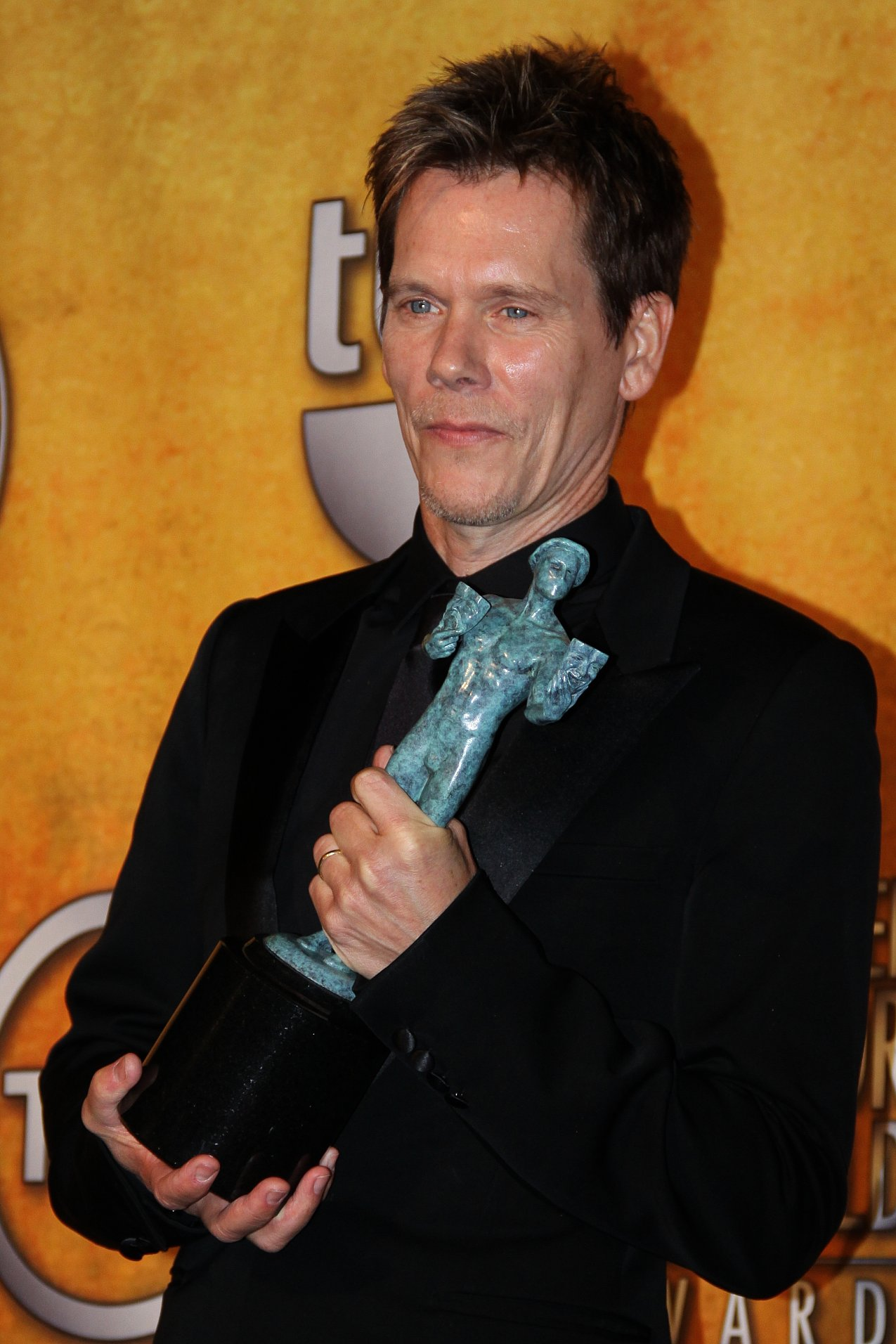
Kevin Bacon con su SAG al Mejor Actor de Televisión - Miniserie o Telefilme. En 2010

Globos de Oro
| Año  | Categoría                                | Película       | Resultado |
| ---- | ---------------------------------------- | -------------- | --------- |
| 1995 | Mejor actor de reparto                   | The River Wild | Nominado  |
| 2010 | Mejor actor de serie de Televisión       | Taking Chance  | Ganador   |
| 2017 | Mejor actor de serie - Comedia o musical | I Love Dick    | Nominado  |

Premios del Sindicato de Actores
| Año  | Categoría                                         | Película            | Resultado |
| ---- | ------------------------------------------------- | ------------------- | --------- |
| 1996 | Mejor reparto                                     | Apolo 13            | Ganador   |
| 1996 | Mejor actor de reparto                            | Murder in the First | Nominado  |
| 2004 | Mejor reparto                                     | Mystic River        | Nominado  |
| 2009 | Mejor reparto                                     | Frost/Nixon         | Nominado  |
| 2010 | Mejor actor de televisión - Miniserie o telefilme | Taking Chance       | Ganador   |

Premios Satellite
| Año  | Categoría                                      | Película      | Resultado |
| ---- | ---------------------------------------------- | ------------- | --------- |
| 2005 | Satellite al mejor actor de drama              | The Woodsman  | Nominado  |
| 2010 | Mejor actor de miniserie o serie de televisión | Taking Chance | Nominado  |